# Вількув (Грубешівський повіт)
Вількув (пол. Wilków) — село в Польщі, у гміні Вербковичі Грубешівського повіту Люблінського воєводства.
Населення — 327 осіб (2011).

## Історія
У 1975—1998 роках село належало до Замойського воєводства.

## Демографія
Демографічна структура станом на 31 березня 2011 року:
|          | Загалом | Допрацездатний вік | Працездатний вік | Постпрацездатний вік |
| -------- | ------- | ------------------ | ---------------- | -------------------- |
| Чоловіки | 163     | 29                 | 111              | 23                   |
| Жінки    | 164     | 36                 | 82               | 46                   |
| Разом    | 327     | 65                 | 193              | 69                   |